# Metacapnodium dingleyae
Metacapnodium dingleyae är en svampart som beskrevs av S. Hughes 1981. Metacapnodium dingleyae ingår i släktet Metacapnodium och familjen Metacapnodiaceae.   Inga underarter finns listade i Catalogue of Life.